# 13750 Mattdawson
13750 Mattdawson è un asteroide della fascia principale. Scoperto nel 1998, presenta un'orbita caratterizzata da un semiasse maggiore pari a 2,3601837 UA e da un'eccentricità di 0,1388368, inclinata di 6,48887° rispetto all'eclittica.
L'asteroide è dedicato all'astronomo amatoriale britannico Matthew Dawson.